# Bromölla kommun
Bromölla kommun er en kommune i det svenske län Skåne län i landskabet Skåne.
Bromölla kommune har et areal på 197 km2
og et befolkningstal på 12.470 (2024) indbyggere. Hovedbyen i kommunen er Bromölla.

## Byområder
Der er 5 byområder i kommunen:
| # | Byområde | Befolkning  |
| - | -------- | ----------- |
| 1 | Bromölla | 7.905(2023) |
| 2 | Näsum    | 1.274(2023) |
| 3 | Valje*   | 1.073(2023) |
| 4 | Gualöv   | 519(2023)   |
| 5 | Nymölla  | 261(2023)   |

* En mindre del af byområdet Valje er beliggende i Sölvesborgs kommun i Blekinge län.